# Însurăţei
Însurăței (tidligere kendt som Pârdăleni) er en by i distriktet  Brăila i Muntenien, Rumænien og har 5.870 (2021) indbyggere Byen administrerer tre landsbyer: Lacu Rezii, Măru Roșu og Valea Călmățuiului. Sidstnævnte blev kaldt Rubla under det kommunistiske styre og husede politiske lovovertrædere, som var tvunget til at bo der. Den blev officielt en by i 1989 efter Den rumænske revolution i 1989.

## Beliggenhed
Însurăței ligger i den nordlige udkant af Bărăgansletten, i den nordøstlige del af den Rumænske slette. Floden Donau, som her løber mod nord, ligger 20 km mod øst, og distriktets hovedstad Brăila ligger ca. 50 km mod nordøst.

## Historie
Însurăței er en forholdsvis ung bebyggelse, som ifølge forskellige oplysninger blev etableret mellem 1760 og 1802. Grundlæggelsen og udbygningen blev udført efter planen med veje anlagt vinkelret på hinanden. I 1989 blev Însurăței erklæret for en by. De vigtigste erhverv er landbrug og handel.